# Monumentul eroilor căzuți în Primul și Al Doilea Război Mondial din București
Monumentul eroilor căzuți în primul și al doilea război mondial din București este cunoscut și ca „Statuia din Sălăjan”. 
Pe un soclu de bază de formă cubică cu latura de cca. un metru se suprapune un soclu mai mic, de formă paralelipipedică, ambele din beton placat cu marmură, pe care se află statuia din bronz a unui soldat în poziție de atac. Pe partea frontală a soclului mai mic este un basorelief de bronz reprezentând o scenă de luptă corp la corp, iar pe celelalte trei laturi sunt fixate plăci care au înscrise numele eroilor „căzuți pentru democrație și libertatea poporului”.
Lucrarea este înscrisă în Lista monumentelor istorice 2010 - Municipiul București - la nr. crt. 2336, cod LMI B-III-m-B-20018.
Monumentul este amplasat în Bulevardul Theodor Pallady, la intersecția acestuia cu Bulevardul Nicolae Grigorescu, sector 3.
Statuia a fost ridicată prin staruința primarului Constantin M. Brânzoi, primarul comunei Dudești-Cioplea, in anul 1932. 
Aceasta a fost realizată de către sculptorul Spiridon Georgescu (1887 - 1974).
Toți cei inscriși pe soclul statuii au fost eroii ortodocși din Dudești. Pentru eroii catolici din Cioplea a fost ridicat un alt monument, mai mic, aflat in cimitirul catolic din cartier.

## Galerie de imagini

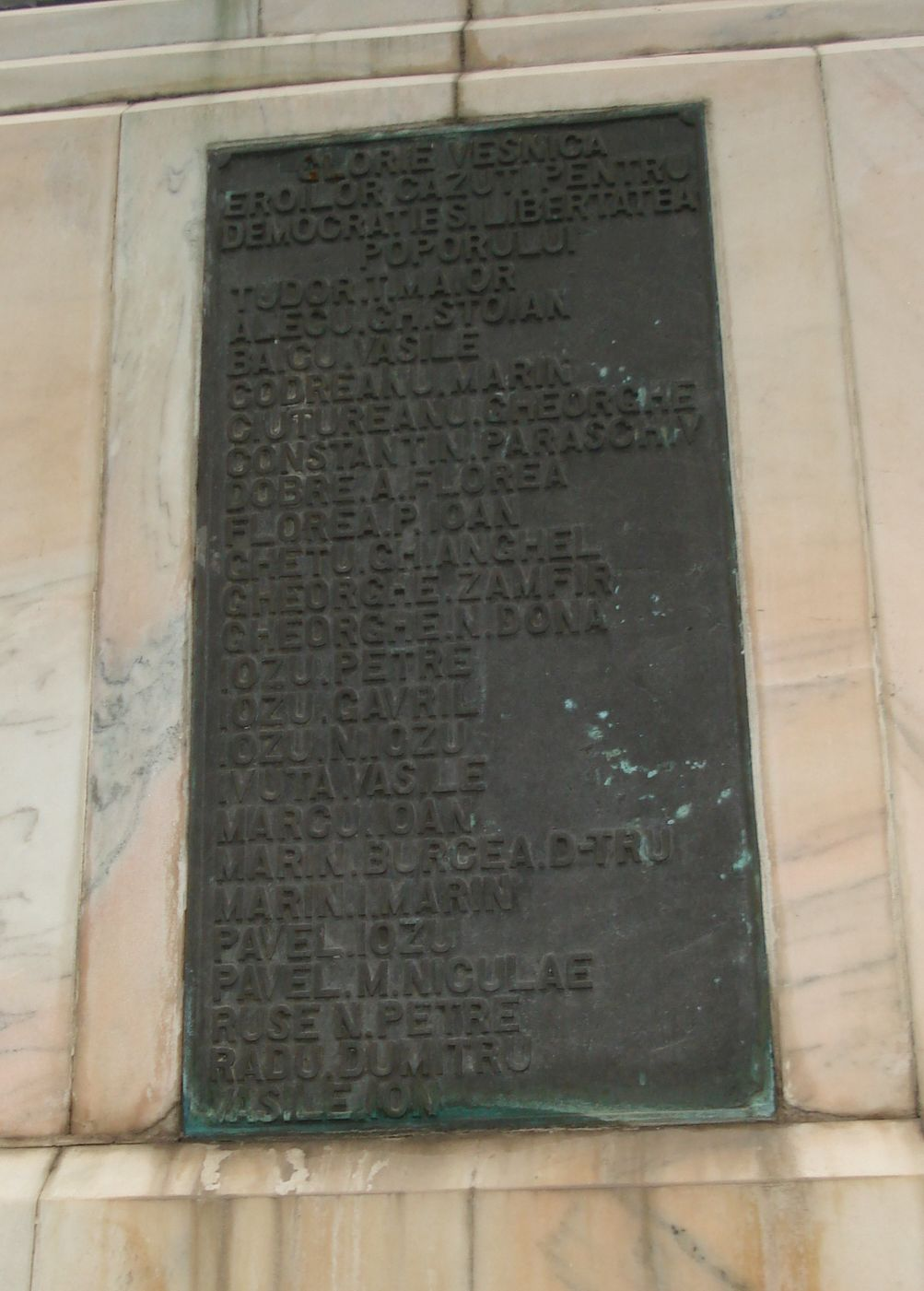
Placa comemorativă din stânga
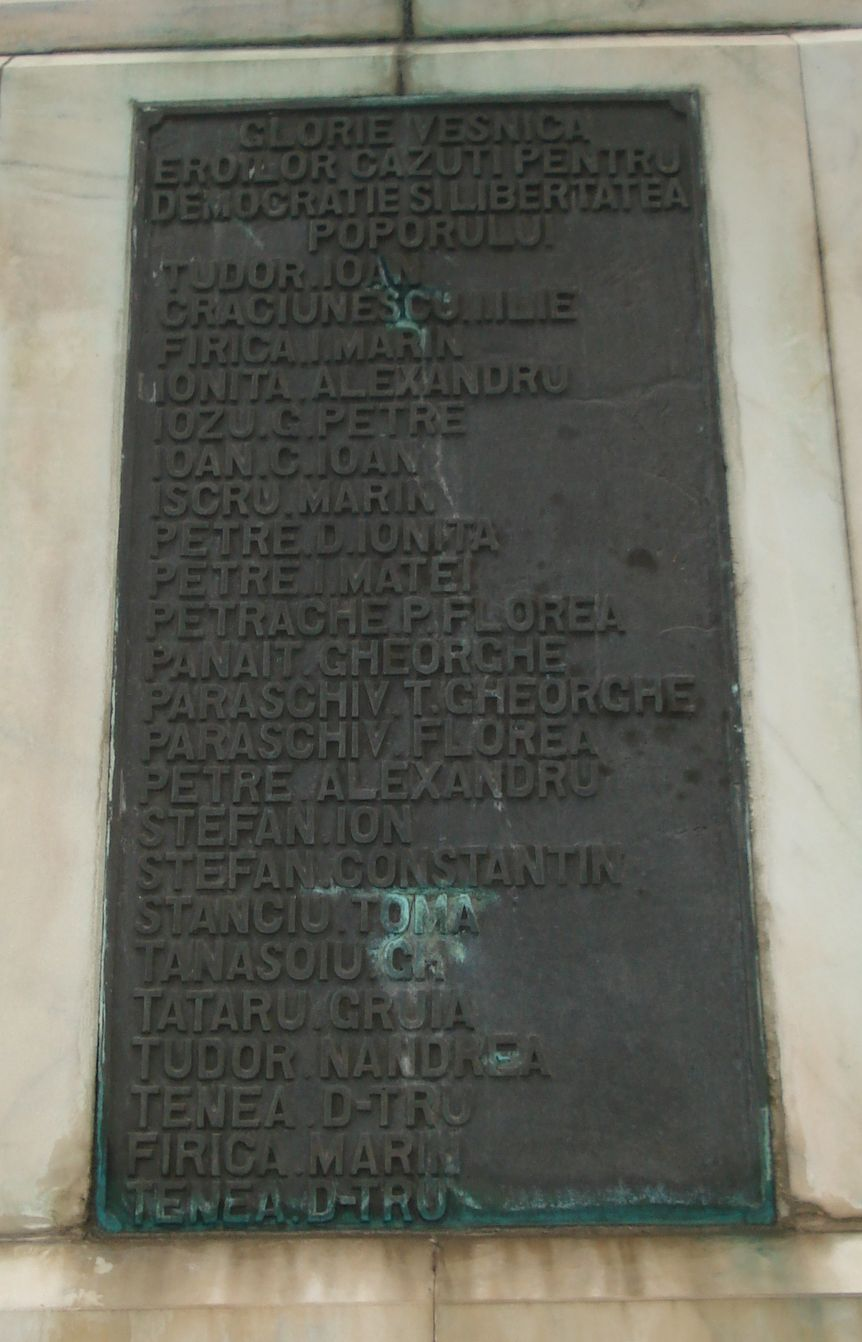
Placa comemorativă din dreapta
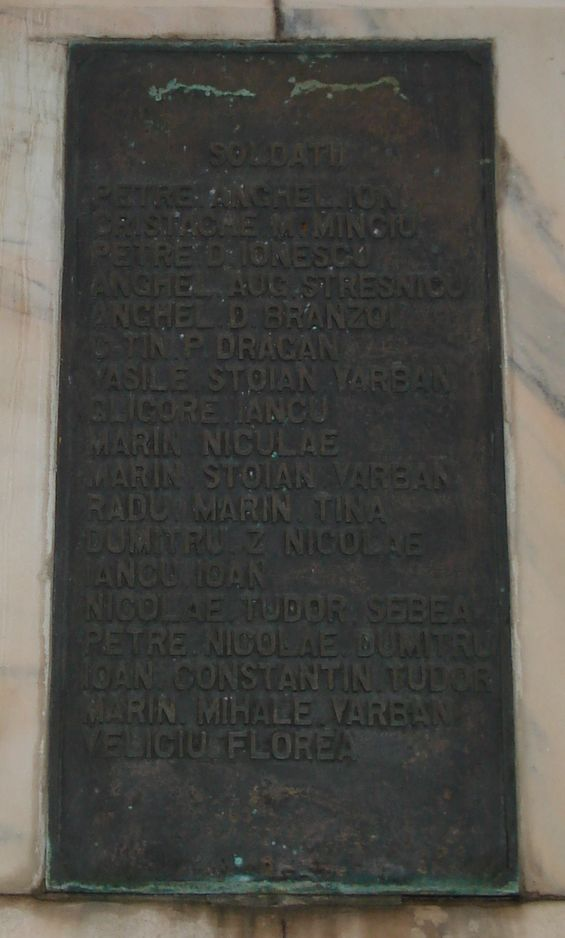
Placa comemorativă din spate